# Ernst Schröder

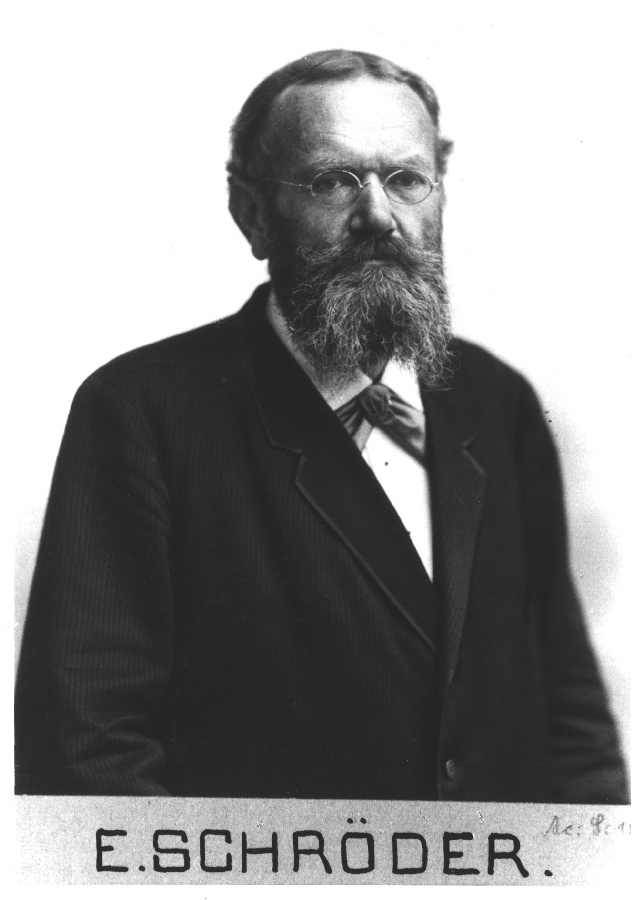
Ernst Schröder.

Ernst Schröder ( Mannheim, 25 de noviembre de 1841 - Karlsruhe, 16 de junio de 1902) fue un matemático alemán, conocido especialmente por sus trabajos sobre lógica algebraica.

## Aportes
Fue una figura principal de la historia de la lógica matemática (término que él generalizó), debido a que sintetizó y difundió las obras de George Boole, Augustus De Morgan, Hugh MacColl y especialmente la de Charles Peirce. Se hizo famoso con su monumental Vorlesungen über die Algebra der Logik (Lecciones sobre el Álgebra de la Lógica), en 3 volúmenes, que preparó el camino para el surgimiento de la lógica matemática como una disciplina separada, durante el siglo XX y para la construcción de los diversos sistemas actuales de lógica formal.

## Vida
Schröder estudió Matemáticas en Heidelberg, Königsberg y Zúrich, bajo la tutoría de Otto Hesse, Gustav Kirchhoff, y Franz Neumann. Después fue profesor por algunos años, enseñó en la Universidad Técnica de Darmstadt en 1874; dos años después fue profesor en la Escuela Politécnica de Karlsruhe, cargo en el que permaneció hasta el final de su vida. No se casó.

## Obra
Los primeros trabajos de Schröder sobre lógica y álgebra fueron escritos cuando aún no conocía las obras de los lógicos británicos George Boole y Augustus De Morgan, sus fuentes eran en cambio los textos de Ohm, Hankel, Robert y Hermann Grassmann, todos de la tradición alemana del álgebra combinatoria y el análisis algebraico (Peckhaus 1997: 233-296). En 1873, Schröder estudió las obras de Boole y De Morgan y posteriormente aportó importantes conceptos debido al estudio de Charles Peirce, incluyendo la subsumpción y la cuantificación.
Schröder hizo destacadas contribuciones originales sobre álgebra, teoría de conjuntos, retículos, teoría del orden y números ordinales. Junto con Georg Cantor, fue codescubridor en 1898 del Teorema de Cantor-Bernstein-Schröder, cuya demostración fue corregida por Felix Bernstein (1878-1956).

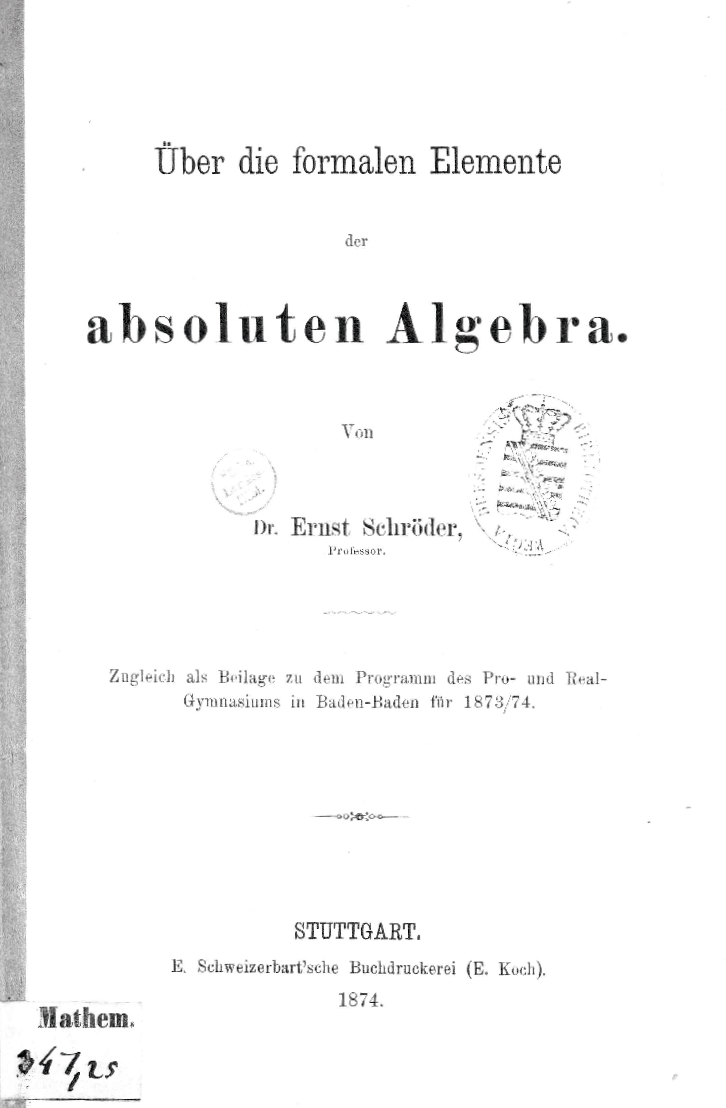
Primera edición del libro "Über die formalen Elemente der absoluten Algebra".

Schröder hizo en 1877 una concisa exposición de las ideas de Boole sobre álgebra y lógica, la cual sirvió para introducir la obra de Boole para los lectores continentales. La influencia de los Grassmann, especialmente de Robert y su poco conocida morfología, es clara. A diferencia de Boole, Schröder apreció la dualidad. John Venn y Christine Ladd-Franklin ambos citaron con gusto este libro corto de Schröder, en tanto que Charles Peirce lo utilizó como texto de enseñanza en la Universidad Johns Hopkins. 
La obra maestra de Schröder, sus Lecciones sobre el Álgebra de la Lógica, fue publicada en tres volúmenres, entre 1890 y 1905, a expensas del autor. El segundo volumen tiene dos partes, la segunda de las cuales fue editada póstumamente y editada por Eugen Müller. Las "Lecciones" son un tratado comprehensivo y erudito de la "lógica algebraica" (actualmente se diría lógica simbólica) desarrollada a finales del siglo XIX, que tuvo influencia decisiva para el surgimiento de la lógica matemática durante el siglo siguiente. Las "Lecciones" son una producción prólija, muy extensa y solamente una parte ha sido traducida.
Schröder dijo que su objetivo era: 

...diseñar la lógica como una disciplina de cálculo, especialmente para dar acceso a la dirección exacta de los conceptos relativos y a partir de allí, emanciparse de las demandas rutinarias del lenguaje natural, para apartar cualquier suelo fértil del "cliché", también en el campo de la filosofía. Esto deberá preparar el terreno para que el lenguaje universal científico sea más un lenguaje de signos que un lenguaje de sonidos.

## Influencia
La influencia de Schröder se sintió primeramente en  cálculo de predicados, debido principalmente a la muy popular obra de Peirce sobre la cuantificación y es al menos tan grande como la de Frege o Peano. La influencia de Schröder en los lógicos de habla inglesa del siglo XX, está expuesta en la obra de Clarence Irving Lewis (1918). Los conceptos  relacionales que impregnan el Principia mathematica se deben en gran parte a las "Lecciones", citadas expresamente en el prefacio y en el libro de Bertrand Russell. 
Frege (1960) admirador del papel de Frege para el surgimiento de la lógica matemática, subestima el aporte de Schröder como pionero. En contraste Hilary Putnam (1982) destaca el papel de Schröder y Charles Peirce, sin los cuales nunca se habría sabido de la obra de Frege y cuyos aportes permitieron establecer la lógica matemática.